# Cozotlán Norte
Cozotlán Norte är en ort i Mexiko, tillhörande kommunen San Martín de las Pirámides i delstaten Mexiko. Cozotlán Norte ligger i den centrala delen av landet och tillhör Mexico Citys storstadsområde. Orten hade 1 505 invånare vid folkmätningen 2010.